# Onthophagus liothorax
Onthophagus liothorax là một loài bọ cánh cứng trong họ Bọ hung (Scarabaeidae).